# スシー・ディアス
スシー・ディアス（西: Susy Diaz、本名：イボンネ・スサナ・ディアス・ディアス（Susana Yvonne Diaz Diaz）、1963年9月28日 - ）は、ペルー共和国バランコ出身のシンガーソングライター、女優、キャバレースター、文筆家、実業家、元同国国会議員である。
愛称は名前のSUSYから「チュチ（Chuchi）」、近年では「視聴率女王」とも言われる。
ペルーの国民的女優である。